# Каві Бхушан
Каві Бхушан (*भूषण, 1613 —1705) — індійський поет часів володарювання Шах Джахана та Ауранґзеба, друг Шиваджі. Вважається одним з трьох великих поетів (поруч з Кешавдасом та Рітікалом Чинтамані).

## Життєпис
Походив з літературної браминської родини. Ймовірно народився у с. Тікванпур (поблизу Канпура). Отримав гарну освіту: знав перську, арабську мови, санскрит, брадж. Про його молоді роки відомо замало. Опинився при дворі Шах Джахана, а потім Ауранґзеба. Більшу частину проводив у м. Агра. Тут отримав звання «дорогоцінний поет» (Каві Бхушан), під яким він й увійшов в історію поезії.
У 1666 році під час прийому у падишаха познайомився з вождем маратхів Шиваджі, з яким у подальшому Каві Бхушана пов'язувала тісна дружба. У 1670-ті роки переїздить до двору Шиваджі, де перебував до смерті останнього у 1680 році. Деякий час залишався при спадкоємцям Шиваджі. Помер у 1705 році.

## Творчість
Складав поеми на мові брадж з додаванням перських, арабських, санскритських слів та висловів. Часто використовує нові слова, вигадані ним, вірші не завжди відповідають граматиці та синтаксису. Був майстром доґи — римованих куплетів.
Значна частина його поем присвячена Шиваджі. Стосовно творів Каві Бхушан під час перебування при дворі Великих Моголів замало відомостей. Був майстром зображення героїчного, подвиги зображуються жваво та мальовничо. Доволі природно зображував битви. Творчість сприяла відродженню національної самосвідомості індусів.

## Поеми
- Шиваджі Бхушан
- Шивабавані
- Чатрашаал Дашак
- Сааранш кі-хані.